# Jack Messina
Jack Messina est un acteur américain, né le 2 septembre 2007[Où ?].
Il se fait connaître grâce au rôle de Caleb Stone dans la série télévisée Manifest sur  NBC.

## Biographie

### Jeunesse et formation
Jack Messina naît le 2 septembre 2007.
À l'âge de 7 ans, il prend des cours à l'Actors Garage à Manhasset, à l'est de New York. Il est membre du SAG-AFTRA, ayant des règles strictes concernant les enfants acteurs sur le plateau, et a des cours particuliers sur place pour suivre le rythme scolaire.

### Carrière
En 2018, Jack Messina commence sa carrière à la télévision, il incarne Cal Stone, jeune garçon atteint d'une leucémie terminale et passager du vol d'avion 828, dans la série de science-fiction Manifest, sur NBC,,. Il s'arrête au dernier épisode de la troisième saison — remplacé par l'acteur Ty Doran en tant que Cal âgé. Cependant, on le revoit quand même dans deux épisodes de la saison 4.
En 2018, Messina en apparaissant en tant que fils cadet d'une famille d'immigrants italiens dans un épisode de la série La Fabuleuse Madame Maisel,. La même année,

## Filmographie

### Cinéma

#### Long métrage
- 2022 : Over/Under de Sophia Silver : Chase

### Télévision

#### Séries télévisées
- 2018 : Mme Maisel, femme fabuleuse (The Marvelous Mrs. Maisel) : Salvatore (saison 2, épisode 3 : The Punishment Room)
- 2018-2023 : Manifest : Cal Stone (principal saison 1 à 3 et invité saison 4)